# Ruslan Kudziev
Ruslan Aslanovič Kudziev (in russo Руслан Асланович Кудзиев?; Surgut, 12 dicembre 1995) è un giocatore di calcio a 5 russo.

## Carriera
Con la nazionale russa ha disputato la Coppa del Mondo 2021, conclusa dagli orsi ai quarti di finale.

## Palmarès

### Club
- Campionato russo: 1
Gazprom Jugra: 2014-15
- Coppa della Russia: 1
Noril'sk Nickel: 2019-20

### Individuale
- Capocannoniere della Superliga: 3
2017-18 (48 reti)
2018-19 (50 reti)
2022-23 (56 reti)